# Пентапразеодимдикобальт
Пентапразеодимдикобальт — бинарное неорганическое соединение
празеодима и кобальта
с формулой Co2Pr5,
кристаллы.

## Получение
- Сплавление стехиометрических количеств чистых веществ:

{\displaystyle {\mathsf {5Pr+2Co\ {\xrightarrow {558^{o}C}}\ Co_{2}Pr_{5}}}}

## Физические свойства
Пентапразеодимдикобальт образует кристаллы
моноклинной сингонии,
пространственная группа C 2/c,
параметры ячейки a = 1,654 нм, b = 0,6480 нм, c = 0,710 нм, β = 96,8°, Z = 4,
структура типа карбида марганца Mn5C2
.
Соединение образуется по перитектической реакции при температуре 558°C.